# Fürst

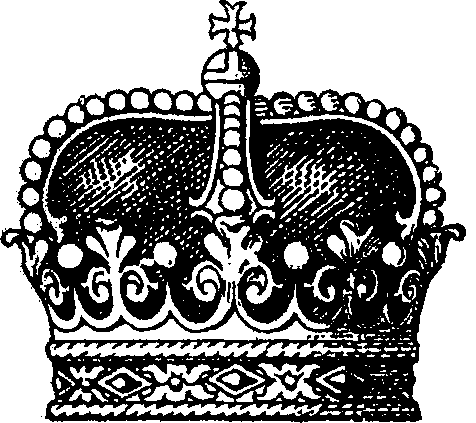
Fürstenkrone oder Fürstenhut, fürstliche Rangkrone

Fürst und Fürstin sind sowohl allgemeine Herrscherbezeichnungen im Sinne eines Oberbegriffs für regierende Monarchen als auch speziell verliehene Adelstitel (Rangtitel). Die Träger der Letzteren können als „Landesfürsten“ Herrscher eines souveränen Fürstentums (wie Liechtenstein oder Monaco) sein oder auch Adlige im Fürstenrang ohne Herrscherstellung. In den meisten Fällen sind Fürstentitel Erstgeburtstitel. Fürstenhäuser gehören zum Hochadel.
Im Heiligen Römischen Reich waren die Reichsfürsten die Regenten reichsunmittelbarer Fürstentümer. Die Erhebung in den Fürstenstand wurde „Fürstung“ genannt und durch den römisch-deutschen Kaiser vorgenommen.
Der Begriff wird auch zur Kennzeichnung fürstenähnlicher Positionen (Stammesfürsten) in früheren Epochen oder in anderen Erdteilen verwendet.

## Wortherkunft
Das Wort „Fürst“ stammt vom althochdeutschen furisto „der Erste, der Vorderste, der Führende“, das auch die Grundlage für ähnliche Bezeichnungen in anderen germanischen Sprachen bildet: englisch first „als erstes, Erster“, niederländisch Vorst, dänisch und norwegisch fyrste sowie schwedisch furste. Die dem Adelstitel des Fürsten entsprechende lateinische Vorform princeps („der Erste, Führer“) findet sich noch im deutschen „Prinz, Prinzessin“ und dem englischen prince, princess sowie principality für ein Fürstentum (beispielsweise Principality of Liechtenstein). Der Titel Prince of Wales für den Thronfolger der britischen Monarchie kann zutreffend als „Fürst von Wales“ übersetzt werden, der Titel "Fürst von Asturien" ist die Übersetzung für den spanischen Thronfolgertitel (Príncipe de Asturias). Vergleichbare Herrschertitel in anderen Sprachen werden teilweise als Fürst ins Deutsche übersetzt, beispielsweise das slawischsprachige Knes. Auch das französische principauté steht für „Fürstentum“, etwa bei der Bezeichnung Principauté de Monaco.

## Wortbedeutung

### Oberbegriff
„Fürsten“ im weiteren Sinne ist eine Sammelbezeichnung für die wichtigsten Herrschaftsträger wie Kaiser, Könige, Herzöge sowie Land-, Mark- und Pfalzgrafen und sogenannte „gefürstete“ Grafen (die regierenden Reichsgrafen im Heiligen Römischen Reich). Die Sammelbezeichnung „Fürsten“ wird meist im Plural verwendet und ist im Heiligen Römischen Reich seit dem Hochmittelalter (ab Mitte des 13. Jahrhunderts) für die Regenten von Territorien des Reiches üblich, die als Fahnlehen direkt vom Reichsoberhaupt zu Lehen gingen (Reichsunmittelbarkeit) und (anders als bei den Reichsrittern) eine bestimmte Größe (mit eigener, „fürstenmäßiger“ Landesverwaltung) aufwiesen.
Im weiteren Sinne wird die Bezeichnung Fürst auch für selbstständige Herrscher in außereuropäischen Kulturen verwendet, auch um die Bezeichnung König und die damit verbundene Machtbedeutung zu vermeiden. Ähnlich wie die Bezeichnung Häuptling übertrugen die europäischen Entdecker und Kolonisatoren Fürst und Fürstentum auf reale oder vermeintliche Anführer und Herrschaftsgebiete anderer Völker oder übersetzten deren Eigenbezeichnung als „Fürst“. Als „Fürstenstaaten“ (Princely States) werden in Indien etwa die von einem einheimischen Fürsten (Maharadscha, eigentlich „Großkönig“) regierten Staaten unter britischer Oberhoheit bezeichnet.
In ähnlicher Weise wird die Bezeichnung auch für Stammesfürsten oder regionale Machthaber früherer Epochen verwendet; sie werden alternativ auch als „Kleinkönige“ bezeichnet. Beispielsweise werden große keltische Grabstätten als „Fürstengrab“ bezeichnet, auch wenn keine schriftlichen Quellen zur damaligen Herrschaftsstruktur vorliegen.
Umgangssprachlich oder ironisch werden Regierungschefs von Bundesländern bisweilen als „Landesfürsten“ bezeichnet.

### Adels- und Rangtitel
Im engeren Sinne ist der Fürstentitel ein konkreter Adelstitel (oder Rangtitel), der seit dem Spätmittelalter verliehen wird. Rangmäßig stehen die Fürsten über den Grafen und Markgrafen sowie den nichtköniglichen Prinzen (jüngeren Angehörigen von Fürstenhäusern), jedoch unter dem Herzog und dem königlichen Prinzen. Der Rangtitel ist nicht notwendigerweise an ein Herrschaftsgebiet gebunden. Dabei ist er in der Regel dem Erstgeborenen verliehen („primogen“ oder „in Primogenitur“, also als Erstgeburtstitel); der Erbe, soweit er dynastisch nicht mehr durch die Geburt eines anderen Erben verdrängt werden kann, führt den Titel Erbprinz oder Erbgraf, die Nachgeborenen die Titel Prinz/Prinzessin oder Graf/Gräfin (je nach Verleihung). Es kamen aber (selten) auch Verleihungen ad personam (also nicht-erbliche) vor.
Viele hochadlige Geschlechter des Alten Reiches teilten ihre Territorien unter ihren diversen Linien auf, bisweilen erwarben manche Linien auch neue Gebiete durch Erbschaft, sodass nicht selten ein und dasselbe Geschlecht mehrere regierende Linien, versehen mit entsprechenden fürstlichen Erstgeburtstiteln, hervorbrachte (so etwa die Bentheim, Fugger, Hohenlohe, Löwenstein-Wertheim, Oettingen, Salm, Sayn-Wittgenstein, Solms, Stolberg oder Waldburg).

### Wortableitungen
Vom Titel Fürst abgeleitet sind auch die folgenden Bezeichnungen:
- Fürstenstuhl: ein gesonderter Raum in christlichen Kirchen für adlige Grundherren (Patronatsloge)
- Fürstenloge: ein gesonderter Raum in Theatern (Proszenium)
- Fürstenzimmer, Fürstenbahnhof: gesonderte Empfangsanlagen bei Eisenbahnen für hochstehende Persönlichkeiten
- Fürstenhaus: Familie eines Herrschers (fürstliches Haus, siehe auch Dynastie), sowie Bezeichnung verschiedener historischer Repräsentationsgebäude
- Fürstenhof: der Wohnsitz, der Verwaltungsapparat oder das soziale Umfeld eines Fürsten (siehe auch Hofstaat)
- Fürstensitz: beispielsweise ein fürstlicher Palast oder eine fürstliche Residenzstadt
- Fürstengruft: Grablege für verstorbene Mitglieder eines (ehemaligen) Fürstenhauses in Form einer Krypta oder eines Chorgewölbes

## Rechts- und Rangstellung
Im Heiligen Römischen Reich Deutscher Nation war „Fürst“ ab dem 10. Jahrhundert zunächst eine allgemeine Bezeichnung für hohe adlige Lehnsträger. Zum Reichsfürstenstand zählten im Mittelalter Herzöge sowie Land-, Mark- und Pfalzgrafen (siehe Hoher Adel). Spätestens seit der Zeit wurde der ostfränkische oder deutsche König von den Großen des Reiches gewählt, seit 1356 (Goldene Bulle) von den sieben Kurfürsten.
Die offizielle Anrede eines Fürsten oder einer Fürstin ist Durchlaucht, wie es etwa im Fürstentum Liechtenstein noch allgemein üblich ist. Andernorts wird sie meist nur noch bei der Begrüßung in Ansprachen oder im Briefverkehr als Abkürzung S.D. (bzw. I.D.) über dem Namen als Höflichkeitsbezeugung verwendet (während man einen Fürsten mündlich einfach als Fürst oder etwa als Fürst Löwenstein anspricht).
Mit dem Ende des Heiligen Römischen Reiches 1806 wurden einige deutsche Fürsten souveräne Herrscher ihres Landes; im Gothaischen Hofkalender wurden sie neben den Königen und Großherzögen in der Ersten Abteilung aufgeführt. Die meisten anderen Fürsten, deren Territorien durch Mediatisierung („Mittelbarmachung“) unter die Herrschaft eines anderen Staates kamen, behielten (oder erhielten) den Fürstentitel als Ehrenprädikat, darunter auch zahlreiche vormals regierende Reichsgrafen (etwa die Adelsfamilie Castell, die bis 1806 die Grafschaft Castell regiert hatte und 1901 in den bayerischen Fürstenstand erhoben wurde). Diese mediatisierten Geschlechter bildeten im Hofkalender die Zweite Abteilung der „fürstlichen Häuser“.
Ein deutscher Sonderfall waren die ehemals reichsunmittelbar regierenden Grafen, die gelegentlich auch als gefürstete Grafen bezeichnet werden und ebenfalls der Zweiten Abteilung angehörten. Sie standen im Rang unter den Fürsten, gehörten aber wie diese zum Hochadel und waren ihnen nach der Deutschen Bundesakte ebenbürtig – anders als die gewöhnlichen, einfachen Titular-Grafen; sie wurden mit „Erlaucht“ angeredet. Hinzu kamen einige im 19. Jahrhundert gefürstete Familien, die niemals souverän gewesen waren, wie etwa Blücher als „Fürst von Wahlstatt“, Bismarck, Bülow oder Hardenberg, die neben ausländischen Fürsten in einer Dritten Abteilung zusammengefasst wurden. Somit waren die weitaus meisten Fürsten des Zweiten Deutschen Kaiserreiches keine regierenden Monarchen mehr, wie auch die Fürsten des österreichischen Adels im Kaisertum Österreich. Souveräne deutsche Fürsten führten deshalb bis 1918 den Titel „Regierender Fürst“ (siehe Hochadel: Souveräne Häuser Europas).
Die Kinder eines Fürsten sind häufig Prinz oder Prinzessin mit der früher offiziellen Anrede „Durchlaucht“, die heute im nicht offiziellen, gesellschaftlichen Schriftverkehr nur noch als Höflichkeitsbezeugung bei der Ansprache benutzt wird. Diese Titel übertragen sich auch auf die daraus entstehenden jüngeren Stammlinien. Allerdings führen die Nachgeborenen einiger mediatisierter („mittelbargemachter“) oder erst im Laufe des 19. Jahrhunderts erhobener fürstlicher Häuser den Titel Graf oder Gräfin mit der Anrede „Erlaucht“. In beiden Fällen führt das jeweilige Oberhaupt des Hauses den Fürstentitel als Erstgeburtstitel mit der Anrede „Durchlaucht“.

## Heutiger Gebrauch
Im europäischen Kulturraum werden die Kleinstaaten Monaco (Fürst von Monaco) und Liechtenstein (Fürst von Liechtenstein) von Fürsten regiert (französisch prince souverain). Andorra ist als Co-Fürstentum zweier Staatsoberhäupter ein einmaliger Sonderfall. Im Vereinigten Königreich (Fürst von Wales) und in Spanien (Fürst von Asturien) wird der jeweilige Kronprinz in der Regel vom Monarchen zum Titular-Fürsten eines Landesteils ernannt, ohne dass dies irgendeine Regierungsgewalt mit sich brächte. Auch in den meisten übrigen europäischen Monarchien wird ein entsprechender Titel von den Chefs nicht regierender Fürstenhäuser noch als Adelstitel geführt.
Im Deutschen Reich wurde durch die Weimarer Reichsverfassung 1919 zusammen mit der Abschaffung der Standesvorrechte des Adels der ehemalige Titel Prinz oder Prinzessin unveränderlicher Bestandteil des Familiennamens. Damit entfiel der Titel Fürst oder Fürstin, soweit er durch Erstgeborenen-Nachfolge (Primogenitur) weitergegeben wurde. Er wird jedoch heute noch aus Gründen der Tradition vielfach inoffiziell von den Chefs der früheren Fürstenhäuser weitergeführt und gelegentlich auch auf Antrag nach dem Gesetz zur Änderung von Familiennamen und Vornamen infolge langjähriger Führung und allgemeiner Anerkennung (Nr. 50 NamÄndVwV) in den Pass übernommen, was jedoch wegen der dann erfolgenden – traditionswidrigen – Übertragung auf sämtliche anschließend geborenen Nachkommen von den ehemaligen Fürstenhäusern meist selbst nicht gewünscht wird. Gegenwärtig betrifft dies 54 deutsche Familien, davon vier auch nach 1806 (meist bis 1918) noch regierende Bundesfürsten: Hohenzollern-Sigmaringen, Waldeck und Pyrmont, Reuß und Schaumburg-Lippe.
Es gibt zudem Familien, bei denen der Titel „Fürst“ bis heute regulärer Namensbestandteil der früheren Adelsbezeichnung (gemäß Art. 109 Abs. 3 der Weimarer Verfassung) geblieben ist und für jedes Familienmitglied zutrifft, also kein Erstgeburtstitel ist. Für weibliche Personen dieser Familien ist der Familienname in die weibliche Form „Fürstin“ abzuwandeln. Beispiele dafür sind die Familien Fürst von Wrede, Fürst von Urach oder Familien mit russischen Fürstentiteln (die sich immer auch an die Agnaten vererbten) wie die Fürsten von Lieven.
Für den österreichischen Adel, dem durch das Adelsaufhebungsgesetz von 1919 jede Titelführung untersagt wurde, gilt bezüglich inoffizieller Führung des Erstgeburtstitels Fürst ähnliches wie in Deutschland, mit der Ausnahme, dass sich der „Chef des Hauses“ in der Regel nicht selbst als Fürst bezeichnet, jedoch von anderen, die der Tradition folgen wollen, so bezeichnen lässt.
In der Schweiz werden Adelstitel nicht als Bestandteil des Familiennamens anerkannt, Adelsbezeichnungen werden in amtlichen Papieren deshalb auch nicht eingetragen. Hingegen wird das Adelsprädikat „von“ durchaus von den Schweizer Behörden in Personenstandsakten geführt. In Bezug auf die Fürsten hat dies aber keine praktische Bedeutung mehr, da die Schweizer Hochadelsgeschlechter reichsfürstlichen Ranges (wie die Kyburger, Lenzburger, Rapperswiler, Toggenburger oder Habsburg-Laufenburger) sämtlich schon im Spätmittelalter ausgestorben sind.
Ein in regelmäßigen Abständen publiziertes Genealogisches Handbuch des Adels setzt in seiner Bandreihe Fürstliche Häuser die genealogische Arbeit des Gothaischen Hofkalenders fort, wie dieser in drei Abteilungen gegliedert. Das Handbuch gibt Auskunft über Mitglieder des historischen deutschen Adels sowie über die nach Hausgesetzen legitimen Chefs der europäischen Fürstenhäuser, die adelsrechtlich berechtigt sind, den Fürstentitel zu führen (einschließlich regierender oder vormals regierender Häuser, mediatisierter Häuser und bloß titulierter Häuser). Der Deutsche Adelsrechtsausschuß wird in Zweifelsfällen von der Redaktion hinzugezogen und überwacht die Einhaltung des historischen Adelsrechts.

## Kirchenfürsten

### Geistliche Reichsfürsten

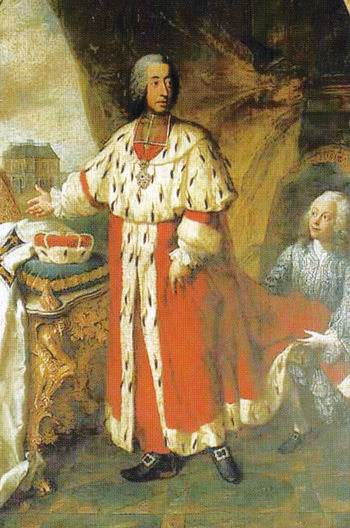
Clemens August von Bayern (1700–1761) mit allen Insignien seiner geistlichen und weltlichen Herrschaft: Kurmantel und Kurhut stehen für das Kurfürstentum Köln, das auf der Brust hängende bischöfliche Pektorale, der Kragen des Priesterornats und die auf dem Tisch liegende Mitra versinnbildlichen sein Amt als Erzbischof von Köln, Fürstbischof von Münster, Osnabrück, Paderborn und Hildesheim. Darüber hinaus war er Hochmeister des Deutschen Ordens.

Als geistliche Fürsten wurden im Heiligen Römischen Reich hohe Würdenträger der katholischen Kirche bezeichnet, insbesondere die drei geistlichen Kurfürsten, Fürstbischöfe, Fürstpröpste und Fürstäbte sowie der Hochmeister des Deutschen Ordens und der Großmeister des Johanniterordens, die neben ihrem geistlichen Amt in der Hierarchie der katholischen Kirche (der Verwaltung einer Abtei, eines Bistums oder Erzbistums) zugleich das weltliche Amt eines Reichsfürsten im Heiligen Römischen Reich ausübten und über Sitz und Stimme im Reichsfürstenrat verfügten.
Räumlich waren diese weltlichen Territorien selten deckungsgleich mit den gleichnamigen geistlichen Diözese. Letztere richteten sich allein nach Kirchenrecht, während die Reichsstifter dem Reichsrecht unterstanden. Die Erz- und Hochstifter, wie auch die reichsunmittelbaren Territorien der reichsfreien Klöster, wurden zwar von Würdenträgern der römisch-katholischen Kirche regiert, waren aber keine kirchenrechtlichen Institutionen, sondern formal Zepterlehen des römisch-deutschen Königs an einen bestimmten Prälatenstuhl der Kirche.
Drei der deutschen Fürsterzbischöfe waren zugleich als Kurfürsten zur Kaiserwahl berechtigt (Kurmainz, Kurköln, Kurtrier). Nach der Reichsmatrikel von 1521 zählten zu den geistlichen Reichsfürsten – neben den drei geistlichen Kurfürsten – die Erzbischöfe von Salzburg, Magdeburg, Bremen und Besançon (zuvor auch das Patriarchat von Aquileia), ferner 46 weitere Fürstbischöfe. Hinzu kam eine große Anzahl von Reichsprälaten, die teilweise ebenfalls den Fürstentitel führten (Fürstäbte und Fürstäbtissinnen). Die geistlichen Reichsfürsten verringerten sich bis 1792 auf 33, darunter die drei Kurfürsten, die beiden Fürsterzbischöfe von Salzburg und Besançon, 22 Fürstbischöfe und einige Fürstäbte. Kurz vor der Säkularisation von 1802/1803 umfassten die reichsunmittelbaren geistlichen Staaten mit Sitz im Reichsfürstenrat 25 Erz- und Hochstifte und, mehrere Fürstabteien und 3 Fürstpropsteien. 
Seit der Reformation wurden manche geistlichen Fürstentümer auch von evangelischen Fürstbischöfen regiert, darunter die Erzstifte Magdeburg und Bremen und die Hochstifte Lübeck und Osnabrück, letzteres seit 1648 zwischen den Konfessionen alternierend besetzt. Andere wie Brandenburg, Meißen, Naumburg-Zeitz oder die Bistümer der Livländischen Konföderation wurden von weltlichen Nachbarfürsten säkularisiert worden waren. Zum Ende des Reichs lebten mit mehr als drei Millionen Einwohnern lebte ein Achtel der Bevölkerung des Heiligen Römischen Reichs in geistlichen Territorien, flächenmäßig gehörte mit knapp 95.000 Quadratkilometern sogar ein Viertel des Reiches zur „Germania Sacra“. Besonders entlang des Rheins reihten sich zahlreiche geistliche Territorien, sodass man von der „Pfaffengasse“ von Chur bis Köln sprach.
Die nichtfürstlichen, jedoch reichsständischen Prälaten waren im Reichstag auf der geistlichen Bank aber nur gemeinschaftlich in zwei Kollegien vertreten, im Schwäbischen und im Rheinischen Reichsprälatenkollegium, die ihnen jeweils eine gemeinsame Kuriatstimme  gewährte, vertreten. 
Trotz des geflügelten Wortes „Unterm Krummstab ist gut leben“ galten die geistlichen Staaten bereits in der Spätzeit ihres Bestehens als „Verkörperung der Rückständigkeit“. Andreas Joseph Schnaubert beschrieb 1788 das grundsätzliche Dilemma geistlicher Regierungsgewalt: „Der Bischof soll die Hungrigen speisen, die Dürftigen unterstützen, und als Regent übt er, oft mit gewaltiger Hand, das Besteuerungsrecht auch wider solche aus, die sich und den ihrigen das Brod kümmerlich brechen müssen. Der Bischof soll seine Gemeinheiten visitiren, und der Fürst die Soldaten mustern; der Bischof soll auf dem Lehr- und im Beichtstuhl, der Fürst aber in den Regierungskollegien sitzen; der Bischof soll auf den Kirchenversammlungen, der Fürst aber auf den Reichstagen und im Felde erscheinen.“
Kritisiert wurden ferner Simonie, Nepotismus und Verschwendung durch offizielle Bauten sowie aufwändige Hofhaltungen. Diese wurden aber meist ausgeglichen durch Zurückhaltung im Militärwesen. So schlugen sich die geringen Heeresausgaben in einer vergleichsweise milden Besteuerung nieder und die Bewohner der geistlichen Staaten litten, dank der relativ pazifistischen Landesherrschaft, weniger unter Kriegen und ihren Folgen. Negativ wurde auch die Vernachlässigung von Handel und Gewerbe gesehen, die zahlreichen kirchlichen Feiertage (60 beispielsweise im Erzstift Mainz) verminderten die Wirtschaftsleistung zusätzlich. Positiv gesehen wurde hingegen die barmherzige Fürsorge für Bettler, Arme und Kranke, während in protestantischen Ländern Armut oft als selbstverschuldetes Unglück behandelt wurde. Das daraus resultierende Einwandern von Armen in die geistlichen Staaten zehrte ebenfalls an deren Ressourcen.

### Kardinäle
Als Kirchenfürsten gelten darüber hinaus bis heute die Kardinäle, die durch ihre Berechtigung zur Papstwahl ebenfalls Regierungsfunktionen in einer Wahlmonarchie (bis 1870 dem Kirchenstaat und seit 1929 der Vatikanstadt) sowie beim Völkerrechtssubjekt des Heiligen Stuhls ausüben. Der Titel Kardinal wird daher wie ein Fürstentitel zwischen Vor- und Nachname geführt. Gemäß der Erläuterung zum geistlichen Fürstenstand im Gothaischen Hofkalender bzw. im Genealogischen Handbuch des Adels sind die Kardinäle ranggleich mit (nicht regierenden) Prinzen aus regierendem Hause. In der Bezeichnung Kirchenfürst im weiteren Sinne, sprich nicht nur für Kardinäle, sondern auch für Bischöfe, lebt noch heute die Vorstellung eines adeligen Lebensstils und fürstlichen Auftretens geistlicher Führer fort.